# Thomas B. Curtis
Thomas Bradford Curtis (ur. 14 maja 1911 w Saint Louis, zm. 10 stycznia 1993 w Allegan) – amerykański polityk, członek Partii Republikańskiej.

## Działalność polityczna
W okresie od 3 stycznia 1951 do 3 stycznia 1953 przez jedną kadencję był ostatnim przedstawicielem 12. okręgu, a od 3 stycznia 1953 do 3 stycznia 1969 przez osiem kadencji przedstawicielem 2. okręgu wyborczego w stanie Missouri w Izbie Reprezentantów Stanów Zjednoczonych.